# Peter Taylor (Botaniker)
Peter Geoffrey Taylor (* 16. Januar 1926 in Luton; † 20. Oktober 2011) war ein britischer Botaniker. Seine Schwerpunkte lagen bei den Wasserschlauchgewächsen und den Orchideen. Sein offizielles botanisches Autorenkürzel lautet „P.Taylor“.

## Leben und Wirken
1948 wurde er Mitarbeiter des Herbariums der Royal Botanic Gardens (Kew) und wurde Assistent von Edgar Milne-Redhead. Während dieser Tätigkeit begegnete er als Zeichner der Pflanzengattung der Wasserschläuche (Utricularia) aus der Familie der Wasserschlauchgewächse (Lentibulariaceae), die von nun an eines seiner Hauptarbeitsgebiete werden sollte. 1954 publizierte er seine erste Erstbeschreibung (Utricularia pentadactyla) und bereits 1955 veröffentlichte er erstmals eine floristische Bearbeitung der Wasserschlauchgewächse für die „Flora of Trinidad and Tobago“. Für das Herbarium der Kew Gardens begründete er während dieser Arbeit eine umfangreiche Sammlung von in Spiritus eingelegten Herbarexemplaren der Wasserschläuche, die bis 1989 auf über 2.000 Exemplare wuchs.
Im Anschluss nahm Taylor an einer zehnmonatigen Expedition mit Milne-Redhead in Ostafrika teil. Ende der 1960er Jahre wandte er sich der Pflanzenwelt Amerikas zu und bereiste unter anderem den Südosten Nordamerikas. 1972 wurde er Leiter der Orchideenabteilung des Herbariums in Kew, zugleich begann er mit den Planungen für eine Gattungsmonographie zu den Wasserschläuchen. 1976 unternahm er eine Expedition zu den Orchideen und Wasserschläuchen Panamas und Ecuadors. Nach seinem Rücktritt als Leiter der Orchideenabteilung in Kew unternahm er 1979 und 1980 mehrere Expeditionen nach Australien, wo er mehrere Wasserschlauch-Arten fand und erstbeschrieb. Nach seiner Rückkehr Mitte 1980 war Taylor eine lange Zeit krank; nach seiner Gesundung unternahm er im August 1981 noch eine Expedition nach Bangalore in Indien; auch hier konnte er anschließend mehrere neue Arten beschreiben.
Die Royal Botanic Gardens stellten Taylor anschließend von allen weiteren Aufgaben frei, damit er bis zu seiner Pensionierung im Jahre 1986 seine Gattungsmonographie zu den Wasserschläuchen beenden konnte. Taylor benötigte noch zwei weitere Jahre darüber hinaus, um die Arbeit abzuschließen. 1989 legte er dann „The Genus Utricularia“ vor; das Werk erfuhr vielerseits Beachtung und positive Würdigung.
Taylor hat für zahlreiche Floren über die Wasserschlauchgewächse gearbeitet, so für die Flora of Trinidad and Tobago (1955), die Flora of Tropical East Africa (1973), die Flora of Ecuador (1975), die Flora of Panama (1976) und die Flora Zambesiaca (1988).

## Nachweise
- Peter Taylor: The Genus Utricularia - A Taxonomic Monograph. S. IX-XI London 1989. ISBN 0-947643-72-9.
- Robert Zander: Zander Handwörterbuch der Pflanzennamen. Hrsg.: Fritz Encke, Günther Buchheim, Siegmund Seybold. 13., neubearbeitete und erweiterte Auflage. Eugen Ulmer, Stuttgart 1984, ISBN 3-8001-5042-5..